# ジョー・フラッコ
ジョセフ・ヴィンセント・フラッコ（Joseph Vincent Flacco, 1985年1月16日- ）は、アメリカ合衆国ニュージャージー州オーデュポン出身のアメリカンフットボール選手。ポジションはクォーターバック。クリーブランド・ブラウンズに所属している。プロ入りした2008年から2012年までの5シーズン、全てでプレーオフ出場を果たしており、また1勝以上あげている。第47回スーパーボウルでMVPに選ばれた。冷静沈着なQBさばきから、「ジョー・クール」（Joe Cool）と呼ばれている。

## 経歴

### プロ入りまで
イタリア系アメリカ人の家系に生まれた。高校時代は、アメリカンフットボールではQBとバスケットボールを行った。大学入学前の2003年、Rivals.comからは全米で39位にランクされた。
ピッツバーグ大学に進学、2003年は練習生で過ごした。2004年、タイラー・パルコの控えとなったが、プレータイムはほとんど与えられず、オハイオ大学戦、ネブラスカ大学戦、南フロリダ大学戦の3試合に出場、パス成功1回で11ヤードに終わった。2004年シーズン終了後、デラウェア大学に転校した。NCAAの規程により2005年は、奨学金の受取はできず、プレーすることもできずに過ごした。

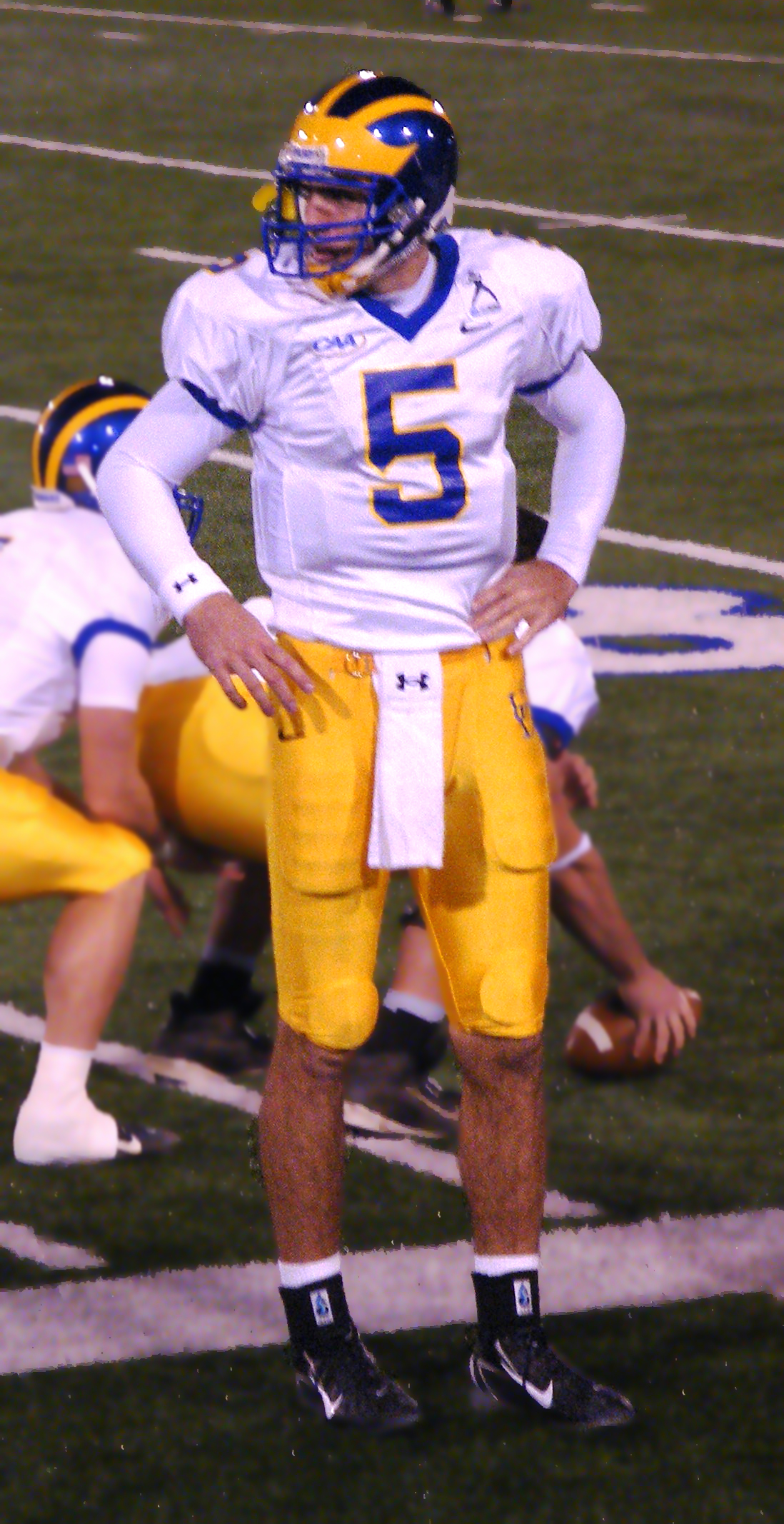
デラウェア大学時代のフラッコ

2006年、先発QBとして、2783ヤード、18TD、10INTの成績を記録した。この年チームは5勝6敗でカンファレンスのプレーオフには出場できなかった。
2007年、4263ヤード、23TD、5INTの成績を記録し、チームを8勝3敗の成績に導いた。海軍兵学校戦では434ヤードを投げて4TDをあげた。リッチモンド大学戦では5度のオーバータイムとなった試合で375ヤード、3TD、ランでも2TDを記録したが、56-62で敗れた。
Division I-AAのプレーオフでは、デラウェア州立大学戦で189ヤード、1TDを決めて44-7で勝利した。準々決勝の北アイオワ大学戦では312ヤード、2TD、ランでも1TDを記録して、39-27で勝利した。この試合でシーズンパス3686ヤードとなり、2000年にマット・ナギーが作った3,436ヤードの大学記録を更新した。準決勝の南イリノイ大学戦でも243ヤード、2TDを記録して20-17で勝利した。決勝のアパラチアン州立大学戦ではディフェンスが相手オフェンスを止めきれず、21-49で敗れた。
デラウェア大学の大学記録を20個作った。

### ボルティモア・レイブンズ

#### NFLドラフト
シニアボウルとNFLドラフトコンバインで評価を高めた彼は、2008年のNFLドラフトで、トップ5に入るQBと見なされ、大部分の識者はフラッコがドラフト2巡終了までには指名されるだろうと予想した。彼はESPNが行った、State Farm College Football All-Star Challengeに、ボストンカレッジのマット・ライアン、ミシガン大学のチャド・ヘニー、ハワイ大学のコルト・ブレナン、USCのジョン・デビッド・ブーティと参加、他の選手より7ヤード以上長い74ヤードを投げた。またQBスクランブルでも他の選手より0秒28早い15秒28を記録した。パスの正確性では3位となった。
ドラフトでは、母校デラウェア大学史上最上位となる1巡全体18位でボルチモア・レイブンズに指名された。デラウェア大学のQBとしては、リッチ・ギャノンらに続く史上4人目のドラフト指名を受けた選手となった。また、ディビジョンI-AA出身のQBがドラフト1巡で指名されたのは、1995年にヒューストン・オイラーズがスティーブ・マクネアを全体3位で指名して以来のことであった。7月16日、5年総額3000万ドル（875万ドルの保障）の契約を結んだ。

#### 2008年

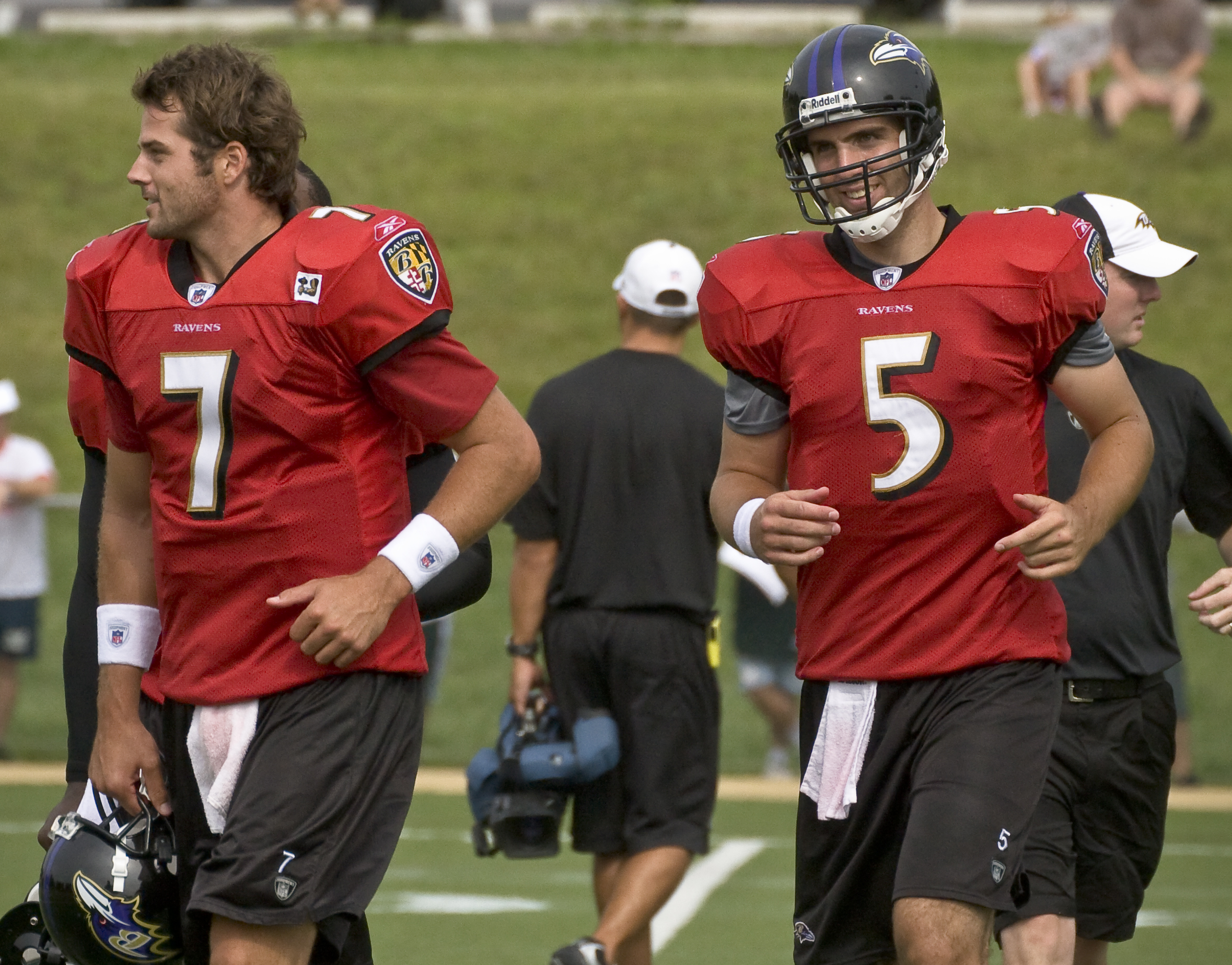
トレーニングキャンプでのボーラー（左）とフラッコ（右）

1年目の2008年、プレシーズンにカイル・ボーラー、ハイズマン賞を受賞したこともあるトロイ・スミスと先発QBの座を争った。プレシーズン第1週にはボーラーが先発したが、ミネソタ・バイキングスとのプレシーズンゲームでシーズン絶望となる肩の負傷を負い、スミスもレミエール症候群という扁桃腺の感染症にかかっていたことから、シンシナティ・ベンガルズとの開幕戦で先発QBとなった。この試合でパス29回中15回成功、TD、INTはそれぞれなし、最も長いパスは、デリック・メイソンへの15ヤードだったが、38ヤードのTDランを記録し、チームは17-10で勝利した。第2週、敵地ヒューストンのリライアント・スタジアムで予定されたヒューストン・テキサンズとの試合はハリケーン・アイクの影響で順延となった。第3週のクリーブランド・ブラウンズ戦ではパス19回中13回成功、129ヤード、2インターセプトを喫したが、28-10と勝利した。第4週はプロ入り後初のロードゲームでピッツバーグ・スティーラーズとマンデーナイトフットボールで対戦、プロ初TDパスをダニエル・ウィルコックスに通したが、オーバータイムの末、20-23で敗れた。第5週のテネシー・タイタンズ戦ではパス27回中18回成功、153ヤード、2INTで10-13と敗れた。第6週のインディアナポリス・コルツ戦ではパス38回中28回成功、自己ベストの241ヤードを投げたが、3INTを喫し、3-31と敗れた。第7週のマイアミ・ドルフィンズ戦では、パス230ヤード、1TDの成績で、ロードで初勝利を挙げた。第8週のオークランド・レイダース戦ではパス24回中12回成功、140ヤード、1TD、とランでも1TD記録して、29-10で勝利した。またワイルドキャット隊形から43ヤードのパスをレシーブしている。この活躍で、その週の最優秀新人選手に選ばれた。第8週終了後、ジョン・ハーボーヘッドコーチは、シーズン残り試合でフラッコとスミスを併用した「Suggs package」を行うとアナウンスした。
第9週のクリーブランド・ブラウンズ戦では、パス29回中17回成功、248ヤード、2TD、QBレイティング109.6の成績を記録して、37-27と勝利、その週のAFC週間最優秀攻撃選手に選ばれた。第10週のヒューストン・テキサンズ戦ではパス23回中15回成功、185ヤード、2TD、その試合まで111回連続インターセプトなしと堅実なプレーを見せ、チームは4連勝を果たした。第11週のニューヨーク・ジャイアンツ戦ではパス33回中20回成功、164ヤード、1TD、2INT、ラン6回で57ヤードを獲得、10-30で敗れた。第12週のフィラデルフィア・イーグルス戦ではパス26回中12回成功、183ヤード、2TD、36-7で勝利した。第13週のシンシナティ・ベンガルズ戦でパス29回中19回成功、280ヤード、2TDを記録してチームはその週までの7試合中6勝を記録した。この間の7試合で彼は11TDに対してわずか2INT、QBレイティング99.1と素晴らしい成績を記録した。
11月の5試合でパス140回中83回成功、9TD、2INT、QBレイティング98.5、この間4勝1敗の成績を記録して、月間最優秀攻撃新人選手に選ばれた。
第14週のワシントン・レッドスキンズ戦では7点差に詰め寄られた第4Q、デリック・メイソンへ28ヤードのTDパスを決めて、24-10で勝利した。第15週のピッツバーグ・スティーラーズ戦では、パス28回中11回成功、115ヤード、2INT、QBレイティング22.2、レッドゾーンに3回攻め込みながら、オフェンスはTDを記録できず9-13で敗れた。第16週のダラス・カウボーイズ戦では、パス25回中17回成功、149ヤード、1TD、QBレイティング96.9の成績をあげて勝利した。この試合はテキサス・スタジアムでの最後の試合であった。テキサス・スタジアムで新人QBが勝利したのは、彼の他にベン・ロスリスバーガーのみであった。最終週のジャクソンビル・ジャガーズ戦でパス23回中17回成功、自己ベストの297ヤード、QBレイティング115.8の活躍を見せて27-7と勝利、チームは11勝5敗でAFC北地区2位でプレーオフ出場を果たした。
この年彼は、全16試合に先発出場し、パス428回中257回成功、2971ヤード、14TD、12INTの成績を記録し、NFL史上8人目となるプレーオフで先発するQBとなった。ロードで行われたマイアミ・ドルフィンズとのプレーオフ初戦ではパス23回中9回、135ヤードの成績に終わったが、1TDラン、ディフェンスが5度のターンオーバーをあげる活躍を見せて、27-9で勝利した。新人QBがプレーオフ初戦で勝利したのは史上3人目、ロードで勝利したのは彼が初めてであった。翌週のテネシー・タイタンズとのディビジョナルプレーオフでは、パス22回中11回成功、161ヤードと平凡な成績ながら、ターンオーバーを与えず、第1Qにデリック・メイソンに48ヤードのTDパス、第3Qにはマーク・クレイトンへ37ヤードのパスを通して、勝ち越しFGに、第4Qにトッド・ヒープへ23ヤードのパスを通して、決勝FGにつなげ、13-10で勝利した。新人QBがポストシーズンに2勝したのは史上初であった。ピッツバーグ・スティーラーズとのAFCチャンピオンシップゲームでは、パス30回中13回成功、3サックを浴び、3インターセプトを喫し、14－23で敗れた。2009年1月29日、ダイエットペプシNFL最優秀新人選手に選ばれた。

#### 2009年
2009年、カンザスシティ・チーフスとの開幕戦で自己ベストのパス307ヤード、3TDを記録して勝利した。この試合でレイブンズはトータルオフェンスで501ヤードを獲得、チーム記録を更新した。第2週のサンディエゴ・チャージャーズ戦では、パス190ヤード、2TD、1INTの成績で31-26と勝利した。第3週のクリーブランド・ブラウンズ戦では、パス35回中255回成功、自己ベストの342ヤードを投げ、開幕から3連勝を果たした。第4週のニューイングランド・ペイトリオッツ戦ではパス47回中27回成功、264ヤード、2TD、1INT、第2Qに敵陣17ヤードまで攻め込みながらインターセプトを喫し、21-27で敗れた。第5週のシンシナティ・ベンガルズ戦ではパス31回中22回成功、1TD、2INT、試合終了直背、カーソン・パーマーにTDパスを決められ、14-17で敗れた。第6週には、開幕から5連勝中のミネソタ・バイキングスと対戦、パス43回中28回成功、385ヤード、2TDを記録したが2点差で敗れ、3連敗となった。バイウィーク明けの第8週には、パス25回中20回成功、175ヤード、1TDの成績をあげて、開幕から6連勝中のデンバー・ブロンコスを30-7で破った。
前年よりパスを投げる機会が増やされ、レイブンズのオフェンスは、開幕から7試合のうち、5試合で30得点以上を記録した。しかし、その後第9週からの5試合で3TDに対して6INTと調子を落とした。
第9週のシンシナティ・ベンガルズ戦では、パス32回中18回成功、195ヤード、2INTに終わり、それまで全試合でTDパスをあげて、平均得点4位であったオフェンスがトータルで215ヤードに抑えられ、7-17で敗れた。第10週のクリーブランド・ブラウンズ戦では、前半無得点に終わったものの、第3Qにデリック・メイソンに41ヤードのパスを決めて、TDに結びつけ、16-0で勝利した。第11週には開幕から9連勝、レギュラーシーズン18連勝中のインディアナポリス・コルツと対戦、パス256ヤードを投げたが1INT、オフェンス全体でもタッチダウンは奪えず、5FGのみに終わり、15-17で敗れた。第12週のピッツバーグ・スティーラーズ戦ではパスで289ヤード、1INT、相手エースQBベン・ロスリスバーガーが、前の週の試合で脳震盪を起こして欠場した試合で、オーバータイムの末、20-17と勝利した。第13週のグリーンベイ・パッカーズ戦では、パス137ヤード、1TD、3INTと散々な内容で、14-27で敗れた。
オフェンスは5試合連続で20得点未満に抑えられていたが、第14週のデトロイト・ライオンズ戦でパス20回中13回成功、230ヤード、1TD、48-3と勝利した。第15週のシカゴ・ベアーズ戦で234ヤードを投げて、パス成功率72%、自己ベストの4TDを記録して、QBレイティング135.6を記録、31-7で勝利した。
レギュラーシーズン終了後、USAトゥデイ オール・ジョー・チーム（プロボウルに選ばれたことのない選手から、USAトゥデイの解説者・ジョー・フィリップスが選ぶオールチーム）に選ばれた。
この年チーム記録となるパス成功率63.1%、QBレイティング88.9の成績で、3613ヤード、21TD、12INTと成績を向上させた。レイブンズのQBがシーズン3000ヤード、20TD以上を達成したのは、1996年のビニー・テスタバーディ以来のことであった。
チームは9勝7敗で、ワイルドカードでプレーオフに進出した。プレーオフでも2試合に先発出場し、NFL入りから2年で37試合に先発出場したNFL初のQBとなった。ニューイングランド・ペイトリオッツ戦では試合中に負傷退場、パス10回中4回成功。34ヤード、1INTの成績に終わったが、33-14で勝利した。翌週のインディアナポリス・コルツ戦でも前半に4分弱しかボールを保持できず、3-20で敗れた。

#### 2010年
3年目の2010年、開幕戦で、前年までレイブンズのディフェンスコーディネーターを務めていたレックス・ライアンヘッドコーチ率いるニューヨーク・ジェッツとメドウランズ・スタジアムで対戦した。この試合で彼はパス38回中20回成功、248ヤード、1INT、1ファンブルロストと低調な成績であったが、ディフェンスの活躍により、10-9と勝利した。第2週のシンシナティ・ベンガルズ戦では、パス成功率43.6%、154ヤード、自己ワーストの4INTを喫し、QBレイティングは23.8と散々な成績に終わった。第3週のクリーブランド・ブラウンズ戦ではパス成功率71%、262ヤードを投げ、アンクワン・ボールディンへの3TDパスを決めるなど、24-17で勝利した。
第4週には、これまで一度も勝てなかったハインツ・フィールドでベン・ロスリスバーガーが出場停止中のピッツバーグ・スティーラーズと対戦し、パス37回中24回成功、256ヤード、1TD、1INT、第4Q残り約30秒にT・J・フーシュマンザーデへの18ヤードの逆転TDパスを成功、17-14で勝利した。第5週のデンバー・ブロンコス戦ではパス25回中14回成功、196ヤード、1TDランを記録して、31-17で勝利した。第6週のニューイングランド・ペイトリオッツ戦ではパス成功率77.1%、285ヤードを投げて2TD、一時20-10とリードしたものの、オーバータイムの末20-23で敗れた。試合終了後、レイ・ライスへのチェックダウンパスが多用されすぎていると批判がなされた。第7週、開幕から5連敗しているバッファロー・ビルズに一時3-17とリードされたが、パス250ヤード、3TDを記録して、オーバータイムの末、37-34で勝利した。
バイウィーク明けの第9週、マイアミ・ドルフィンズ戦では、パス27回中20回成功、266ヤード、2TD、QBレイティング129.6の活躍を見せて26-10で勝利した。第10週のアトランタ・ファルコンズ戦では、パス34回中22回成功、3TD、1INT、第4Q残り約6分から2TDパスを記録して一時逆転したが、残り約20秒に、マット・ライアンに逆転TDパスを決められ、21-26で敗れた。第11週のカロライナ・パンサーズ戦では、パス301ヤード、1TDを記録して、37-13で勝利した。
第12週のタンパベイ・バッカニアーズ戦では、パス289ヤード、2TD、1INT、17-10で勝利した。この試合で、プロ通算53本目のTDパスを決めて、それまでのチーム記録を更新した。第13週のピッツバーグ・スティーラーズ戦ではリードした第4Qにブリッツしてきたトロイ・ポラマルにサックされ、ファンブルロスト、逆転負けを喫した。第14週のヒューストン・テキサンズ戦では
パス235ヤード、2TD、オーバータイムの末、34-28で勝利した。第15週のニューオーリンズ・セインツ戦では、パス20回中10回成功、172ヤードの獲得ながら、2TDを決めて、インターセプトなし、30-24で勝利した。第16週のクリーブランド・ブラウンズ戦で2TDを決めて勝利し、NFL史上4人目となるルーキーイヤーから3年連続でプレーオフにチームを導いたQBとなった。この試合で彼はパス獲得通算10000ヤードを達成した。最終週のシンシナティ・ベンガルズ戦でチームは13-7で勝利、12勝4敗でシーズンを終え、第5シードでプレーオフ出場を果たした。
カンザスシティ・チーフスとのプレーオフでは、パス34回中25回成功、265ヤード、2TD、QBレイティング115.4と活躍し、30-7で勝利した。また、レン・ドーソン、ロジャー・ストーバック、ジェイク・デローム、マーク・サンチェスと並び、ロードでのプレーオフ勝利数でNFLタイ記録に並んだ。しかし、ディビジョナルプレーオフでは一時21-7とリードしたものの、第3Qに自陣で3回ファンブル（レイ・ライス、フラッコ、マット・バークがそれぞれ1回）でボールを失い逆転を許した。この試合で彼はパス125ヤード、1TD、1INT、1ファンブルロストに終わり、24-31で敗れた。
この年、全16試合に先発出場し、3622ヤード、25TD、10INT、QBレイティング93.6の成績を残した。また、パス獲得ヤード、TDパスのそれぞれでレイブンズ史上1位となった。
シーズン終了後にジム・ゾーンQBコーチが解任された際には不満をもらしている。

#### 2011年
労使交渉が難航して、NFLがロックアウトを実施中、選手同士の合同練習を行う予定であることを明かした。7月28日にはトップターゲットだったデリック・メイソンがサラリーキャップを空けるために解雇、2010年の第3レシーバー、第4レシーバーであったT・J・フーシュマンザーデ、ドンテ・ストールワースが再契約されず、タイトエンドのトッド・ヒープもカットされた、リー・エバンズをトレードで獲得するまでは、アンクワン・ボールディンの他のレシーバーは、新人のトリー・スミス、タンドン・ドスだけであった。プロボウラーのヒープの代役は、エド・ディクソン、デニス・ピタとなった。前年のパスターゲットの多くが退団し、新しいパスターゲットと共にシーズンを迎えた。
ピッツバーグ・スティーラーズとの開幕戦では、パス224ヤード、3TDを投げて35-7で勝利した。第2週のテネシー・タイタンズ戦ではパス32回中15回成功、197ヤード、192ヤード、1TD、2INT、さらに3サックを浴びて、13-26で敗れた。第3週のセントルイス・ラムズ戦ではパス48回中27回成功、389ヤード、トリー・スミスへ第1Qだけで3TDパスを通し、37-7で勝利した。第4週のニューヨーク・ジェッツ戦では、パス31回中10回成功、163ヤード、1INT、1ファンブルロストと散々な成績であったが、ディフェンスの活躍で、34-17と勝利した。
バイウィーク明けの第6週、ヒューストン・テキサンズ戦では、パス33回中20回成功、305ヤード、1INT、1TDランを記録して29-14で勝利した。第7週のジャクソンビル・ジャガーズ戦では、パス38回中21回成功、137ヤード、1TD、1INT、7-12で敗れた。第8週のアリゾナ・カージナルス戦では、一時21点差をつけられたが、パス51回中31回成功、336ヤードを獲得、30-27と逆転勝利した。第9週のピッツバーグ・スティーラーズ戦ではパス48回中27回成功、300ヤードを獲得、残り14秒から、トリー・スミスへの26ヤードのTDパスを決めて23-20で勝利した。第10週のシアトル・シーホークス戦では、パス52回中29回成功、255ヤード、1TD、1INT、17-22で敗れた。第11週のシンシナティ・ベンガルズ戦では、パス27回中17回成功、270ヤード、2TD、1INT、31-24で勝利、チーム成績を7勝4敗とし、地区首位に立った。NFL初の兄弟ヘッドコーチ対決となった第12週のサンフランシスコ・フォーティナイナーズ戦ではパス23回中15回成功、1TDと強力守備を相手に堅実なプレーを見せて、8連勝中の相手を16-6で破った。第13週のクリーブランド・ブラウンズ戦では、パス23回中10回成功、158ヤードと不安定な成績だったが、レイ・ライスが200ヤードを走る活躍でボールコントロール、24-10で勝利した。第14週には。開幕から12連敗中のインディアナポリス・コルツ相手に、パス31回中23回成功、227ヤード、2TD、1INTで、24-10と勝利した。第15週のサンディエゴ・チャージャーズ戦では、パス34回中23回成功、226ヤード、2TD、2INTで、14-34と敗れた。第16週のクリーブランド・ブラウンズ戦では、パス24回中11回成功、132ヤード、1INTと低調な成績だったが、ディフェンスの活躍で、この年ホーム8戦全勝、11勝目を挙げた。最終週のシンシナティ・ベンガルズ戦で、パス19回中15回成功、130ヤード、1TD、24-16で勝利し、チームは12勝4敗で2006年以来5年ぶりのAFC北地区優勝、AFC第2シードでレギュラーシーズンを終えた。フラッコ自身は初めての地区優勝であった。
この年も全16試合に先発出場し、パス542回中312回成功（成功率57.6%）、3,610ヤード、20TD、12INT、QBレイティング80.9の成績を残した。31サックを浴びている。
ヒューストン・テキサンズとのディビジョナルプレーオフでは、パス27回中14回成功、2TDパスを記録して20-13と勝利、2008年以来2度目のAFCチャンピオンシップゲーム進出を果たした。
ニューイングランド・ペイトリオッツとのAFCチャンピオンシップゲームでは、パス36回中2回成功、パス306ヤード、2TD、1INT、残り22秒にエンドゾーン内のリー・エバンズへTDパスを狙ったが失敗、残り15秒からビリー・カンディフが同点を狙った32ヤードのFGを外し、3点差で敗れた。

#### 2012年
この年1月、ジム・コールドウェルがQBコーチに就任した。
前年NFL最優秀守備選手に選ばれたテレル・サッグスが5月に負傷して、開幕から8試合欠場した。またレイ・ルイスも第6週から欠場、9年連続でトップ10に入っていたトータルディフェンスは17位に終わった。
シンシナティ・ベンガルズとの開幕戦で、パス29回中21回成功、299ヤード、2TDの活躍で44-13と勝利した。この活躍で自身2度目となるAFC週間MVPに選ばれた。第2週のフィラデルフィア・イーグルス戦ではパス42回中22回成功、232ヤード、1TD、1INT、23-24と1点差で敗れた。試合後、代替審判が試合の品位に悪影響を与えると批判した。第3週のニューイングランド・ペイトリオッツ戦ではパス39回中28回成功、382ヤード、3TD、1INTの活躍で31-30と勝利した。レイブンズがペイトリオッツにレギュラーシーズンで勝利したのは、これが初めてであった。第4週のクリーブランド・ブラウンズ戦ではパス46回中28回成功、356ヤード、1TD、1INTの成績で23-17と勝利した。第5週のカンザスシティ・チーフス戦ではパス27回中13回成功、187ヤード、1INTの成績で、チームは9-6で辛くも勝利した。第6週のダラス・カウボーイズ戦では、パス26回中17回成功、234ヤードで1TDを記録し、終了間際にカウボーイズがオンサイドキックに成功、51ヤードの逆転FGを狙われたが、これが外れて、31-29で勝利した。第7週のヒューストン・テキサンズ戦ではパス43回中21回成功、147ヤード、2INTの成績で13-43で敗れた。バイウィークまでの7試合でパス252回中150回成功、9TD、6INTで、18サックを浴びた。ランでも1TDを記録したが、1ファンブルロストしており、TD10回に対して7回のターンオーバーを喫した。
バイウィーク明けの第9週、クリーブランド・ブラウンズ戦ではパス24回中15回成功、153ヤードと2試合連続で低調な成績に終わったが、14-15で迎えた第4Q、11点を記録して25-15で逆転勝利、デビュー以来ブラウンズ戦で10連勝を果たした。第10週のオークランド・レイダース戦でパス33回中21回成功、341ヤード、3TD、1INTの成績で55-20と勝利した。第11週のピッツバーグ・スティーラーズ戦ではパス32回中20回成功、164ヤード、オフェンスはTDを奪えなかったが、ジャコビー・ジョーンズが63ヤードのパントリターンTDをあげて、13-10で勝利した。第12週のサンディエゴ・チャージャーズ戦では第4Q残り約2分に、第4ダウン残り29ヤードと窮地に立たされたが、ショートパスを受けたレイ・ライスが見事なランアフターキャッチを見せて、ファーストダウンを更新、FGで同点に追いつき、オーバータイムの末、勝利した。
地区優勝を前にして、第13週から第15週まで3連敗を喫した。第13週、パス34回中16回成功、188ヤード、1TD、1INT、1ファンブルロストの内容でベン・ロスリスバーガーが欠場したピッツバーグ・スティーラーズに、20-23で敗れた。第14週のワシントン・レッドスキンズ戦ではパス21回中16回成功、182ヤード、3TD、1INT、相手QBロバート・グリフィン3世が負傷退場した後、リリーフした新人QBカーク・カズンズ相手にディフェンスが粘れず、 オーバータイムの末、28-31で敗れた。この試合終了後、キャム・キャメロンオフェンスコーディネーターが解任され、ジム・コールドウェルQBコーチがオフェンスコーディネーターに昇格した。第15週のデンバー・ブロンコス戦ではパス40回中20回成功、254ヤード、2TD、1INT、2TDパスは、勝敗がほぼ決まった第4Qになってからようやくあげたもので、17-34で敗れた。
第16週のニューヨーク・ジャイアンツ戦でパス36回中25回成功、309ヤード、2TDの活躍を見せて、33-14で勝利、2年連続の地区優勝を決めた。最終週のシンシナティ・ベンガルズ戦は第4シードが確定していたこともあり、タイロッド・テイラーと途中交代、温存された。
チームは9勝2敗から、シーズン最後の5試合で4敗し、10勝6敗でシーズンを終えた。
インディアナポリス・コルツとのワイルドカードプレーオフでは、パス23回中12回成功、282ヤード、2TDを記録して24-9で勝利、シーズン終了後の引退を表明しているレイ・ルイスの地元最後の試合で勝利した。
デンバー・ブロンコスとのディビジョナルプレーオフでは、パス34回中18回成功、331ヤード、3TD、前半残り40秒にトリー・スミスへ32ヤードのTDパスを成功、第4Q残り約1分でタイムアウトの無くなった状況からの攻撃でジャコビー・ジョーンズに70ヤードのTDパスを通して、同点に追いつき、ダブルオーバータイムの末、最後はジャスティン・タッカーが47ヤードのFGを成功し、38-35で勝利した。
2年連続、ニューイングランド・ペイトリオッツとの対戦になったAFCチャンピオンシップゲームでは、パス36回中21回成功、240ヤード、3TDを記録する活躍で28-13と勝利、この試合の勝利でNFL記録となるロードでのプレーオフ6勝目をあげた。
プレーオフ3試合では8TD、インターセプト0、3試合すべてでQBレイティング100以上を記録した。

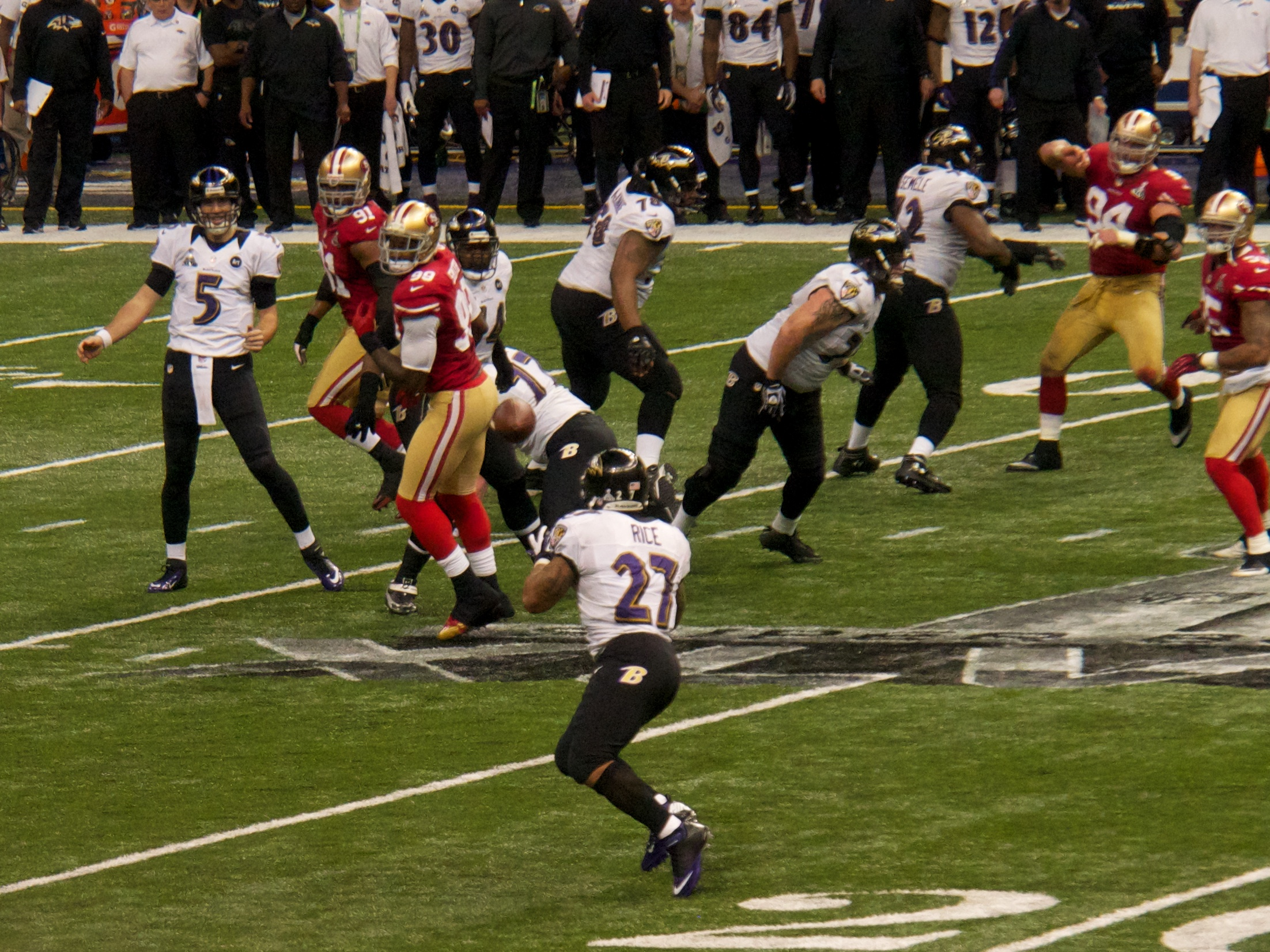
レイ・ライスにパスを投じたフラッコ

第47回スーパーボウル開催前のスーパーボウルウィークに、第48回スーパーボウルが寒冷地であるニューヨークの屋外スタジアム・メットライフ・スタジアムで行われることを批判した。
スーパーボウルでは、パス33回中22回成功、287ヤード、3TD、0INTの活躍でMVPに選ばれた。アンクワン・ボールディン、ジャコビー・ジョーンズ、デニス・ピッタへの3TDパスは、いずれも前半に記録したもので、前半に3TDを記録したのは彼で史上6人目のことであった。

#### 2013年以降
2012年にドリュー・ブリーズが結んだ5年総額1億ドルを上回る、NFL史上最高額となる6年総額1億2060万ドル（5200万ドルの保障、2900万ドルの契約ボーナスを含む）の大型契約を結んだ。
2015年シーズンは第11週のセントルイス・ラムズ戦でひざの前十字じん帯を断裂し以降欠場、レギュラーシーズンの連続先発記録は122試合で止まった。
2016年シーズン前に3年総額4000万ドルの延長契約を結んだ。
2018年シーズンには9週までチームは4勝5敗と苦しみ、負傷もあって10試合目からは先発QBをルーキーのラマー・ジャクソンに譲りバックアップとなった。シーズン後の2019年2月13日、ドラフト4位指名権と引き換えにデンバー・ブロンコスにトレードされた。

### ブロンコス、ジェッツ、イーグルス、ジェッツ

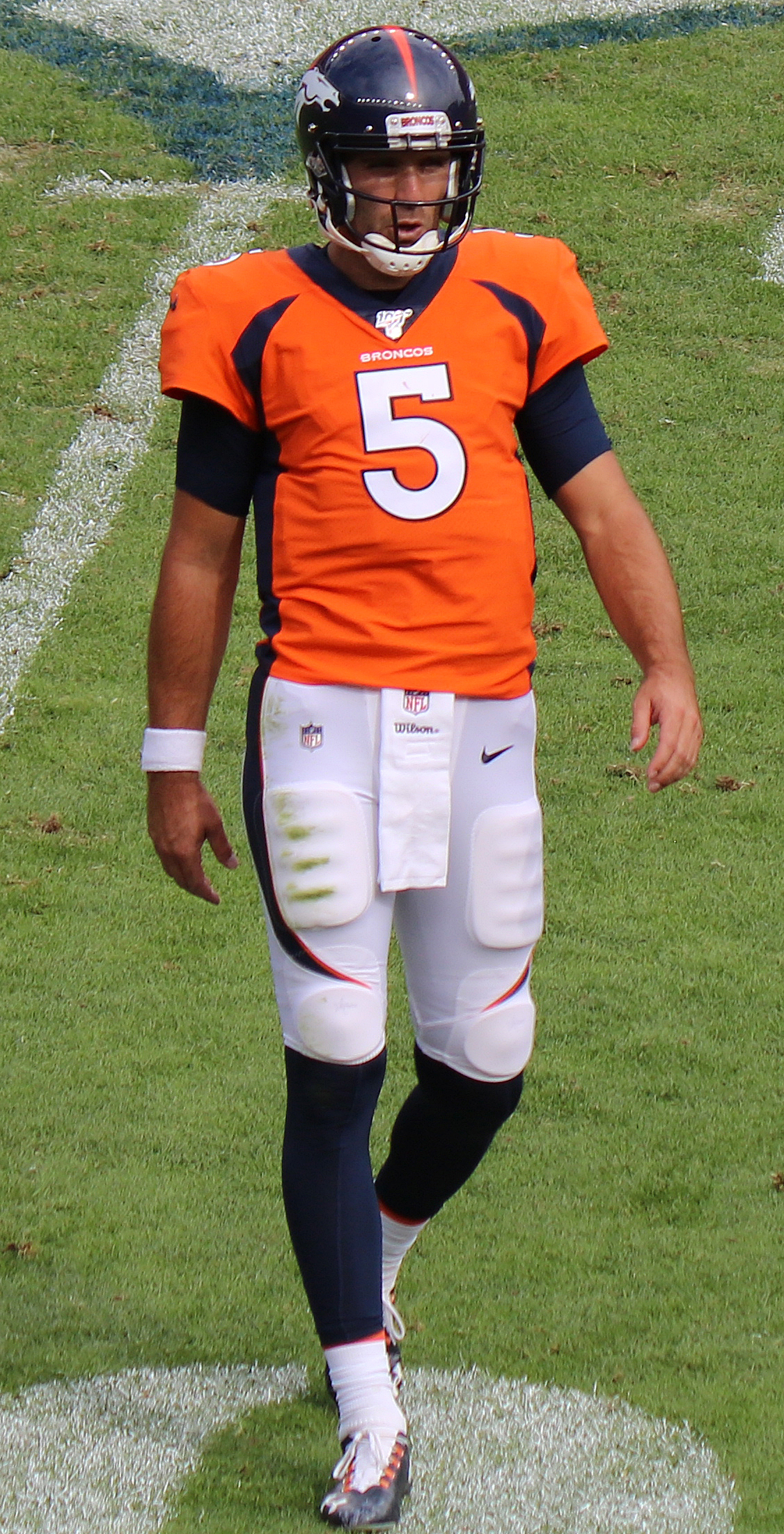
デンバー・ブロンコス時代（2019年）

ブロンコスでは、2019年シーズンは途中で首を痛めて半数のゲームの出場にとどまり、シーズン後にチームからリリースされた。
2020年4月には頸椎椎間板再建手術を受け、5月にはニューヨーク・ジェッツと契約した。
2021年3月、フィラデルフィア・イーグルスと1年契約を結ぶ。
2021年10月26日、正QBのザック・ウィルソンが膝を負傷した為、翌年の条件付きドラフト6巡目指名権とのトレードでニューヨーク・ジェッツに復帰した。
2022年3月、ジェッツと1年契約を結んだ。2022年シーズン終了後、契約は更新されなかった。

### クリーブランド・ブラウンズ
2023年11月20日、無所属のフラッコは、デショーン・ワトソンを負傷で欠いたクリーブランド・ブラウンズと急遽練習生としての契約を結び、12月3日にはドリアン・トンプソン＝ロビンソンが脳震盪で欠場したため先発出場した。翌週からも先発で起用され、第14週のジャクソンビル・ジャガーズ戦では3本のタッチダウンパスを通しチームを勝利に導くと、第17週まで4連勝を達成し、チームを3年ぶりのプレーオフ出場に導いた。ポストシーズンでは初戦のヒューストン・テキサンズ戦に先発したが14-45で敗れた。
このシーズンは5試合の出場ながら1616パスヤードと13回のタッチダウンを記録し、AP通信カムバック選手賞を受賞した 。

### インディアナポリス・コルツ
2024年3月、インディアナポリス・コルツと契約した。

### クリーブランド・ブラウンズ
2025年4月、クリーブランド・ブラウンズと1年契約を結んだ。

## 人物
2008年のドラフト指名直後に、リーボックと3年契約を結んだ。またピザハットのCMにも出演している。
2013年、ESPNのアナリスト、ロン・ジャウォースキーは、フラッコのことをNFLで最も強肩のQBだと語った。
2011年12月、自分達が大都市のチームではないことから、実績に見合った敬意が払われていないこと、ティム・ティーボウに比べて、レイブンズに対する注目度が低いと地元ラジオ番組でコメントしている。2012年1月、チームメートのテレル・サッグスから、トム・ブレイディと比較され、悪人面だとコメントされた。同年6月14日、長男が誕生したが、その際、参加中だったミニキャンプを切り上げ第一子の出産に立ち会った。スーパーボウルMVPになったものの、2013年4月1日から6月30日までのNFL Shop.comの春のジャージ売り上げでは、25位に終わった。
弟のマイクは、2009年のMLBドラフト31巡でボルチモア・オリオールズに指名されたが結果が出せず、2013年、NCAAディビジョンIIのニューヘブン大学に入学しフットボールへ転向することを決意した。他の弟のジョンはスタンフォード大学でセイフティを務めた。末弟のトムはジョーと同じくQBを務めている。

## 詳細情報

### 年度別成績

#### レギュラーシーズン
| 年度      | チーム    | 背 番 号  | 試合 | 試合 | パス      | パス      | パス      | パス        | パス             | パス | パス | パス   | パス          | パス          | ラン      | ラン        | ラン             | ラン | ファンブル    | ファンブル |
| 年度      | チーム    | 背 番 号  | 出場 | 先発 | 成功 回数 | 試投 回数 | 成功 確率 | 獲得 ヤード | 平均 獲得 ヤード | TD   | Int  | サック | サック ヤード | レイテ ィング | 試行 回数 | 獲得 ヤード | 平均 獲得 ヤード | TD   | ファン ブル数 | ロスト     |
| --------- | --------- | --------- | ---- | ---- | --------- | --------- | --------- | ----------- | ---------------- | ---- | ---- | ------ | ------------- | ------------- | --------- | ----------- | ---------------- | ---- | ------------- | ---------- |
| 2008      | BAL       | 5         | 16   | 16   | 257       | 428       | 60.0      | 2971        | 6.9              | 14   | 12   | 32     | 276           | 80.3          | 52        | 180         | 3.5              | 2    | 11            | 2          |
| 2009      | BAL       | 5         | 16   | 16   | 315       | 499       | 63.1      | 3613        | 7.2              | 21   | 12   | 36     | 218           | 88.9          | 35        | 56          | 1.6              | 0    | 8             | 2          |
| 2010      | BAL       | 5         | 16   | 16   | 306       | 489       | 62.6      | 3622        | 7.4              | 25   | 10   | 40     | 294           | 93.6          | 43        | 84          | 2.0              | 1    | 9             | 4          |
| 2011      | BAL       | 5         | 16   | 16   | 312       | 542       | 57.6      | 3610        | 6.7              | 20   | 12   | 31     | 203           | 80.9          | 39        | 88          | 2.3              | 1    | 11            | 6          |
| 2012      | BAL       | 5         | 16   | 16   | 317       | 531       | 59.7      | 3817        | 7.2              | 22   | 10   | 35     | 227           | 87.7          | 32        | 22          | 0.7              | 3    | 9             | 4          |
| 2013      | BAL       | 5         | 16   | 16   | 362       | 614       | 59.0      | 3912        | 6.4              | 19   | 22   | 48     | 324           | 73.1          | 27        | 131         | 4.9              | 1    | 8             | 2          |
| 2014      | BAL       | 5         | 16   | 16   | 344       | 554       | 62.1      | 3986        | 7.2              | 27   | 12   | 19     | 167           | 91.0          | 39        | 70          | 1.8              | 2    | 5             | 0          |
| 2015      | BAL       | 5         | 10   | 10   | 266       | 413       | 64.4      | 2791        | 6.8              | 14   | 12   | 16     | 124           | 83.1          | 13        | 23          | 1.8              | 3    | 5             | 2          |
| 2016      | BAL       | 5         | 16   | 16   | 436       | 672       | 64.9      | 4317        | 6.4              | 20   | 15   | 33     | 243           | 83.5          | 21        | 58          | 2.8              | 2    | 5             | 3          |
| 2017      | BAL       | 5         | 16   | 16   | 352       | 549       | 64.1      | 3141        | 5.7              | 18   | 13   | 27     | 205           | 80.4          | 25        | 54          | 2.2              | 1    | 6             | 0          |
| 2018      | BAL       | 5         | 9    | 9    | 232       | 379       | 61.2      | 2465        | 6.5              | 12   | 6    | 16     | 79            | 84.2          | 19        | 45          | 2.4              | 0    | 3             | 1          |
| 2019      | DEN       | 5         | 8    | 8    | 171       | 262       | 65.3      | 1822        | 7.0              | 6    | 5    | 26     | 194           | 85.1          | 12        | 20          | 1.7              | 0    | 8             | 3          |
| 2020      | NYJ       | 5         | 5    | 4    | 74        | 134       | 55.2      | 864         | 6.5              | 6    | 3    | 7      | 69            | 80.6          | 6         | 22          | 3.7              | 0    | 1             | 0          |
| 2021      | NYJ       | 19        | 2    | 1    | 27        | 42        | 64.3      | 338         | 8.0              | 3    | 0    | 2      | 13            | 113.0         | 2         | 3           | 1.5              | 0    | 1             | 1          |
| 2022      | NYJ       | 19        | 5    | 4    | 110       | 191       | 57.6      | 1051        | 5.5              | 5    | 3    | 10     | 66            | 75.2          | 3         | 6           | 2.0              | 0    | 5             | 4          |
| 2023      | CLE       | 5         | 5    | 5    | 123       | 204       | 60.3      | 1616        | 7.9              | 13   | 8    | 8      | 57            | 90.2          | 9         | 2           | 0.2              | 0    | 4             | 1          |
| NFL：16年 | NFL：16年 | NFL：16年 | 188  | 185  | 4004      | 6503      | 61.6      | 43936       | 6.8              | 245  | 155  | 386    | 2759          | 84.2          | 377       | 864         | 2.3              | 16   | 99            | 35         |

- 2023年度シーズン終了時
- 太字は自身最高記録

#### ポストシーズン
| 年度 | チーム | 試合                 | 試合                 | パス                 | パス                 | パス                 | パス                 | パス                 | パス                 | パス                 | パス                 | パス                 | パス                 | ラン                 | ラン                 | ラン                 | ラン                 | ファンブル           | ファンブル           |
| 年度 | チーム | 出場                 | 先発                 | 成功 回数            | 試投 回数            | 成功 確率            | 獲得 ヤード          | 平均 獲得 ヤード     | TD                   | Int                  | サック               | サック ヤード        | レイテ ィング        | 試行 回数            | 獲得 ヤード          | 平均 獲得 ヤード     | TD                   | ファン ブル数        | ロスト               |
| ---- | ------ | -------------------- | -------------------- | -------------------- | -------------------- | -------------------- | -------------------- | -------------------- | -------------------- | -------------------- | -------------------- | -------------------- | -------------------- | -------------------- | -------------------- | -------------------- | -------------------- | -------------------- | -------------------- |
| 2008 | BAL    | 3                    | 3                    | 33                   | 75                   | 44.0                 | 437                  | 5.8                  | 1                    | 3                    | 3                    | 16                   | 50.8                 | 12                   | 5                    | 0.4                  | 1                    | 0                    | 0                    |
| 2009 | BAL    | 2                    | 2                    | 24                   | 45                   | 53.3                 | 223                  | 5.0                  | 0                    | 3                    | 1                    | 6                    | 39.4                 | 7                    | 7                    | 1.0                  | 0                    | 0                    | 0                    |
| 2010 | BAL    | 2                    | 2                    | 41                   | 64                   | 64.1                 | 390                  | 6.1                  | 3                    | 1                    | 9                    | 51                   | 90.0                 | 9                    | 25                   | 2.8                  | 0                    | 3                    | 2                    |
| 2011 | BAL    | 2                    | 2                    | 36                   | 63                   | 57.1                 | 482                  | 7.7                  | 4                    | 1                    | 8                    | 60                   | 96.1                 | 6                    | 26                   | 4.3                  | 0                    | 1                    | 0                    |
| 2012 | BAL    | 4                    | 4                    | 73                   | 126                  | 57.9                 | 1140                 | 9.0                  | 11                   | 0                    | 6                    | 38                   | 117.2                | 8                    | 16                   | 2.0                  | 0                    | 1                    | 1                    |
| 2014 | BAL    | 2                    | 2                    | 46                   | 74                   | 62.2                 | 551                  | 7.4                  | 6                    | 2                    | 1                    | 13                   | 100.7                | 8                    | 8                    | 1.0                  | 0                    | 1                    | 0                    |
| 2018 | BAL    | ケガのためプレーせず | ケガのためプレーせず | ケガのためプレーせず | ケガのためプレーせず | ケガのためプレーせず | ケガのためプレーせず | ケガのためプレーせず | ケガのためプレーせず | ケガのためプレーせず | ケガのためプレーせず | ケガのためプレーせず | ケガのためプレーせず | ケガのためプレーせず | ケガのためプレーせず | ケガのためプレーせず | ケガのためプレーせず | ケガのためプレーせず | ケガのためプレーせず |
| 2023 | CLE    | 1                    | 1                    | 34                   | 46                   | 73.9                 | 307                  | 6.7                  | 1                    | 2                    | 4                    | 39                   | 80.6                 | 3                    | 13                   | 4.3                  | 0                    | 0                    | 0                    |
| 計   | 計     | 16                   | 16                   | 287                  | 493                  | 58.2                 | 3530                 | 7.2                  | 26                   | 12                   | 32                   | 223                  | 87.9                 | 53                   | 100                  | 1.9                  | 1                    | 6                    | 3                    |

- 2023年度シーズン終了時
- 太字はスーパーボウル出場
- ■はスーパーボウル制覇
- ■はNFL記録

### 記録
NFL記録
- ルーキーシーズンに全16試合に先発出場しプレーオフにチームを導いた最初のQB （2008年、マット・ライアンも記録した。）
- ルーキーシーズンにプレーオフで2勝したQB（2008年）
- ルーキーシーズンに先発QBとして出場した試合数 19試合
- 入団から2年間で先発QBとして出場した試合数 37試合
- 入団から3年間で先発QBとして出場した試合数 55試合
- 入団から4年間で先発QBとして出場した試合数 73試合
- 入団から5年間で先発QBとして出場した試合数 92試合
- 80試合連続で先発出場したQBとしての勝利数 54勝
- プレーオフも含めた入団から3年間での勝利数 36試合（ダン・マリーノとタイ記録）
- 入団から5年連続でプレーオフで1勝以上したQB
- 入団から5年間でのレギュラーシーズン勝利数 54勝
- ロードでのプレーオフ勝利数 6勝

レイブンズ記録
- QBとしての連続出場試合数 80試合
- パス獲得ヤード 17633ヤード
- パス試投回数 2489回
- パス成功回数 1507回
- TDパス 102回
- 先発QBとしてのサック数 174回
- QBレイティング 86.3
- レギュラーシーズン勝利数 54勝
- ポストシーズン勝利数 8勝
- 連続パス成功 14回（2009年11月1日、デンバー・ブロンコス戦）
- シーズンQBレイティング 93.6（2010年）
- シーズンQBサック 40回（2010年）
- シーズンパス成功率 63.1%（2009年）
- レギュラーシーズンのインターセプト最少 10インターセプト（2010年、16試合に先発出場）
- 被インターセプト回数 56回
- プレーオフ1試合でのパス獲得ヤード 331ヤード（2013年、デンバー・ブロンコス戦）
- 第4Qでの逆転勝利 9回
- 1シーズンにおける第4Qでの逆転勝利 3勝（スティーブ・マクネアとのタイ記録）
- ウィニングドライブ回数 14回
- 1シーズンにおけるウィニングドライブ 4回（エルビス・ガーバックとタイ記録）